# Rachias timbo
Rachias timbo är en spindelart som beskrevs av Pablo A. Goloboff 1995. Rachias timbo ingår i släktet Rachias och familjen Nemesiidae. Inga underarter finns listade i Catalogue of Life.